# Punta Udine
Punta Udine – szczyt w Alpach Kotyjskich, części Alp Zachodnich. Leży na granicy między Włochami (regionie Piemont) a Francją (region Alpy Wysokie). Sąsiaduje z Punta Venezia i Punta Roma. Szczyt można zdobyć drogami ze schroniska Refuge du Viso (2460 m) od strony francuskiej oraz Rifugio Vitale Giacoletti (2741 m) od strony włoskiej.
Pierwszego wejścia dokonali Giuseppe Morassutti i Giuseppe Perotti 1 września 1899 r.